# Baar, Eschach und Südostschwarzwald
Das FFH-Gebiet Baar, Eschach und Südostschwarzwald liegt im Süden von Baden-Württemberg und ist Bestandteil des europäischen Schutzgebietsnetzes Natura 2000. Es wurde 2015 durch die Zusammenlegung von drei bereits bestehenden FFH-Gebieten durch das Regierungspräsidium Freiburg ausgewiesen. Mit Verordnung des Regierungspräsidiums Freiburg zur Festlegung der Gebiete von gemeinschaftlicher Bedeutung vom 25. Oktober 2018 (in Kraft getreten am 11. Januar 2019), wurde das Schutzgebiet ausgewiesen.

## Lage
Das rund 3630 ha große Schutzgebiet Baar, Eschach und Südostschwarzwald liegt in den Naturräumen Alb-Wutach-Gebiet, Baar, Baaralb und Oberes Donautal, Mittlerer Schwarzwald, Obere Gäue und Südöstlicher Schwarzwald. Die Gemeinden Aichhalden, Bösingen, Deißlingen, Dunningen, Fluorn-Winzeln, Rottweil, Schramberg und Zimmern ob Rottweil im Landkreis Rottweil, Bad Dürrheim, Bräunlingen, Brigachtal, Dauchingen, Donaueschingen, Hüfingen, Königsfeld im Schwarzwald, Mönchweiler, Niedereschach, Sankt Georgen im Schwarzwald, Unterkirnach, Villingen-Schwenningen und Vöhrenbach im Schwarzwald-Baar-Kreis und Geisingen und Trossingen im Landkreis Tuttlingen haben Anteile am FFH-Gebiet.

## Beschreibung
Das Gebiet hat eine Nord-Süd-Ausdehnung von ca. 42 km und setzt sich aus zahlreichen Teilgebieten zusammen.
Der Landschaftscharakter des Schutzgebiets wird im Wesentlichen durch die vielen Fließgewässer, wie Eschach, Brigach, Breg und die obere Donau bis Geisingen bestimmt. Außerdem befinden sich mehrere Moore und Wälder im Gebiet, wie zum Beispiel das Schwenninger Moos, der Unterhölzer Wald oder das Naturschutzgebiet Deggenreuschen-Rauschachen.

## Geschichte
Das Schutzgebiet ist durch die Zusammenlegung der ursprünglichen FFH-Gebiete 7817-341 „Eschachtal“, 7916-341 „Südöstlicher Schwarzwald bei Villingen“ und 8016-341 „Baar“ entstanden. Diese bestanden bereits seit dem Jahr 2005.

## Schutzzweck

### Lebensraumtypen
Folgende Lebensraumtypen nach Anhang I der FFH-Richtlinie kommen im Gebiet vor:
| EU Code | * | Lebensraumtyp (offizielle Bezeichnung)                                                                                             | Kurzbezeichnung                                              |
| ------- | - | --- | ------------------------------------------------------------ |
| 3130    |   | Oligo- bis mesotrophe stehende Gewässer mit Vegetation der Littorelletea uniflorae und/oder der Isoëto-Nanojuncetea                | Nährstoffarme bis mäßig nährstoffreiche Stillgewässer        |
| 3140    |   | Oligo- bis mesotrophe kalkhaltige Gewässer mit benthischer Vegetation aus Armleuchteralgen                                         | Kalkreiche, nährstoffarme Stillgewässer mit Armleuchteralgen |
| 3150    |   | Natürliche eutrophe Seen mit einer Vegetation des Magnopotamions oder Hydrocharitions                                              | Natürliche nährstoffreiche Seen                              |
| 3160    |   | Dystrophe Seen und Teiche | Dystrophe Seen                                               |
| 3260    |   | Flüsse der planaren bis montanen Stufe mit Vegetation des Ranunculion fluitantis und des Callitricho-Batrachion                    | Fließgewässer mit flutender Wasservegetation                 |
| 4030    |   | Trockene europäische Heiden | Trockene Heiden                                              |
| 5130    |   | Formationen von Juniperus communis auf Kalkheiden und -rasen                                                                       | Wacholderheiden                                              |
| 6110    | * | Lückige basophile oder Kalk-Pionierrasen (Alysso-Sedion albi)                                                                      | Kalk-Pionierrasen                                            |
| 6210    | * | Naturnahe Kalk-Trockenrasen und deren Verbuschungsstadien (Festuco-Brometalia) (*besondere Bestände mit bemerkenswerten Orchideen) | Kalk-Magerrasen – orchideenreiche Bestände*                  |
| 6230    | * | Artenreiche montane Borstgrasrasen (und submontan auf dem europäischen Festland) auf Silikatböden                                  | Artenreiche Borstgrasrasen                                   |
| 6410    |   | Pfeifengraswiesen auf kalkreichem Boden, torfigen und tonig-schluffigen Böden (Molinion caeruleae)                                 | Pfeifengraswiesen                                            |
| 6430    |   | Feuchte Hochstaudenfluren der planaren und montanen bis alpinen Stufe                                                              | Feuchte Hochstaudenfluren                                    |
| 6510    |   | Magere Flachland-Mähwiesen (Alopecurus pratensis, Sanguisorba officinalis)                                                         | Magere Flachland-Mähwiesen                                   |
| 6520    |   | Berg-Mähwiesen | Berg-Mähwiesen                                               |
| 7120    |   | Noch renaturierungsfähige degradierte Hochmoore                                                                                    | Geschädigte Hochmoore                                        |
| 7140    |   | Übergangs- und Schwingrasenmoore                                                                                                   | Übergangs- und Schwingrasenmoore                             |
| 7220    | * | Kalktuffquellen (Cratoneurion) | Kalktuffquellen                                              |
| 7230    |   | Kalkreiche Niedermoore | Kalkreiche Niedermoore                                       |
| 8210    |   | Kalkfelsen mit Felsspaltenvegetation                                                                                               | Kalkfelsen mit Felsspaltenvegetation                         |
| 8220    |   | Silikatfelsen mit Felsspaltenvegetation                                                                                            | Silikatfelsen mit Felsspaltenvegetation                      |
| 8310    |   | Nicht touristisch erschlossene Höhlen                                                                                              | Höhlen und Balmen                                            |
| 9110    |   | Hainsimsen-Buchenwald (Luzulo-Fagetum)                                                                                             | Hainsimsen-Buchenwald                                        |
| 9130    |   | Waldmeister-Buchenwald (Asperulo-Fagetum)                                                                                          | Waldmeister-Buchenwald                                       |
| 9150    |   | Mitteleuropäischer Orchideen-Kalk-Buchenwald (Cephalanthero-Fagion)                                                                | Orchideen-Buchenwälder                                       |
| 9160    |   | Subatlantischer oder mitteleuropäischer Stieleichenwald oder Eichen-Hainbuchenwald (Carpinion betuli)                              | Sternmieren-Eichen-Hainbuchenwald                            |
| 9180    | * | Schlucht- und Hangmischwälder (Tilio-Acerion)                                                                                      | Schlucht- und Hangmischwälder                                |
| 91D0    | * | Moorwälder | Moorwälder                                                   |
| 91E0    | * | Auen-Wälder mit Alnus glutinosa und Fraxinus excelsior (Alno-Padion, Alnion incanae, Salicion albae)                               | Auenwälder mit Erle, Esche, Weide                            |

### Arteninventar
Folgende Arten von gemeinschaftlichem Interesse kommen im Gebiet vor:
| Bild                         | EU Code | * | Art                          | wissenschaftlicher Name     | Artengruppe           |
| ---------------------------- | ------- | - | ---------------------------- | --------------------------- | --------------------- |
| Kleine Flussmuschel          | 1032    |   | Kleine Flussmuschel          | Unio crassus                | Muscheln              |
| Steinkrebs                   | 1093    | * | Steinkrebs                   | Austropotamobius torrentium | Krebse                |
| Bachneunauge                 | 1096    |   | Bachneunauge                 | Lampetra planeri            | Fische und Rundmäuler |
| Bitterling                   | 1134    |   | Bitterling                   | Rhodeus sericeus            | Fische und Rundmäuler |
| Groppe                       | 1163    |   | Groppe                       | Cottus gobio                | Fische und Rundmäuler |
| Kammmolch                    | 1166    |   | Kammmolch                    | Triturus cristatus          | Amphibien             |
| Gelbbauchunke                | 1193    |   | Gelbbauchunke                | Bombina variegata           | Amphibien             |
| Mopsfledermaus               | 1324    |   | Mopsfledermaus               | Barbastella barbastellus    | Säugetiere            |
| Bechsteinfledermaus          | 1323    |   | Bechsteinfledermaus          | Myotis bechsteinii          | Säugetiere            |
| Großes Mausohr               | 1324    |   | Großes Mausohr               | Myotis myotis               | Säugetiere            |
| Biber                        | 1337    |   | Biber                        | Castor fiber                | Säugetiere            |
| Grünes Besenmoos             | 1381    |   | Grünes Besenmoos             | Dicranum viride             | Moose                 |
| Grünes Koboldmoos            | 1386    |   | Grünes Koboldmoos            | Buxbaumia viridis           | Moose                 |
| Dicke Trespe                 | 1882    |   | Dicke Trespe                 | Bromus grossus              | Pflanzen              |
| Gelber Frauenschuh           | 1902    |   | Gelber Frauenschuh           | Cypripedium calceolus       | Pflanzen              |
| Blauschillernder Feuerfalter | 4038    |   | Blauschillernder Feuerfalter | Lycaena helle               | Schmetterlinge        |

### Zusammenhängende Schutzgebiete
Folgende Naturschutzgebiete sind Bestandteil des FFH-Gebiets:
- Birken-Mittelmeß
- Deggenreuschen - Rauschachen
- Mühlhauser Halde
- Palmenbuck
- Plattenmoos
- Schwenninger Moos
- Tannhörnle
- Unterhölzer Wald
- Weiherbachtal